# 윤호성
윤호성(2006년 8월 23일~)은 대한민국의 배드민턴 선수이다. 2024년 아시아 주니어 배드민턴 선수권 대회 남자 단식과 혼성 단체전에서 은메달을 획득했다.